# Jessica Lange
Jessica Phyllis Lange, (sinh ngày 20 tháng 4 năm 1949) là một nữ diễn viên kịch và điện ảnh người Mỹ, đã đoạt giải Oscar 2 lần và đoạt giải Quả cầu vàng 4 lần. Với sự nghiệp điện ảnh kéo dài 35 năm và đã được đề cử cho giải Oscar 6 lần, cô nổi tiếng nhất khi diễn xuất trong các phim Frances, Tootsie, Sweet Dreams và Blue Sky.

## Tiểu sử

### Thời thơ ấu
Lange sinh tại Cloquet, Minnesota, Hoa Kỳ, là con thứ ba trong số 4 người con của Dorothy Florence (nhũ danh Sahlman) và Albert John Lange, một giáo viên và là người bán hàng. Ông bà ngoại của cô gốc người Phần Lan, còn ông bà nội gốc người Đức và Hà Lan. Cô học nghệ thuật trong thời gian ngắn ở trường Đại học Minnesota trước khi sang Paris, Pháp học kịch câm với Étienne Decroux. Cô trở lại thành phố New York năm 1973 và học diễn xuất khi làm cô hầu bàn và người mẫu thời trang cho hãng Wilhelmina modeling agency.

### Sự nghiệp
Năm 1976, Dino De Laurentiis cho cô đóng phim làm lại King Kong. Dù là phim làm lại, King Kong cũng là phim hái ra tiền cho hãng Paramount Pictures. Các nhà phê bình không ưa phim này và Lange không xuất hiện trong phim khác trong 3 năm, tới khi Bob Fosse cho cô đóng phim All That Jazz. Các bài phê bình không có lợi đối với cô trong phim này, nhưng các nhà phê bình đã chú ý tới vai diễn gây ấn tượng của cô trong phim làm lại The Postman Always Rings Twice (1981) của Bob Rafelson.
Vai diễn trong phim sau Frances (1982) của cô là diễn tả nữ diễn viên Frances Farmer, rất được tán dương và cô được đề cử cho Giải Oscar cho nữ diễn viên chính xuất sắc nhất. Cùng năm này, cô cũng được đề cử và đoạt Giải Oscar cho nữ diễn viên phụ xuất sắc nhất cho phim Tootsie (1982). Cô tiếp tục diễn gây ấn tượng ở 2 thập niên 1980 và 1990 trong các phim như Sweet Dreams (1984) (đóng vai ca sĩ nhạc đồng quê/miền tây Patsy Cline), Music Box (1989), Men Don't Leave (1990) và Blue Sky (1994) và chính nhờ vai diễn trong phim này mà cô đã đoạt giải Oscar cho nữ diễn viên chính xuất sắc nhất.
Năm 1992, Lange bắt đầu đóng kịch tại Broadway dối diện với Alec Baldwin trong vở A Streetcar Named Desire của Tennessee Williams. Năm 2000, cô xuất hiện trên sân khấu London vai Mary Tyrone trong vở Long Day's Journey Into Night của Eugene O'Neill. Năm 2005, cô trở lại Broadway trong vở kịch The Glass Menagerie cũng của Tennesee Williams, diễn chung với nam diễn viên Christian Slater.
Năm 2011, Lange tham gia Series truyền hình Kinh dị mang tên Truyện kinh dị Mỹ của đạo diễn Ryan Murphy và Brad Falchuk. Bộ phim đạt được thành công vang dội và là một những Series đặc biệt nhất ở Mỹ

### Đời tư
Lange kết hôn với nhà chụp hình Paco Grande từ năm 1970 tới 1981. Từ năm 1982, cô sống chung với nam diễn viên kiêm người viết kịch bản Sam Shepard. Cô có ba con: Aleksandra (sinh năm 1981) với nam diễn viên kiêm vũ công Mikhail Baryshnikov, cùng Hannah Jane (sinh năm 1985) và Walker Samuel (sinh năm 1987) với Sam Shepard. Hiện nay cô sống ở thành phố New York.
Lange là đại sứ thiện chí của UNICEF. Cô cũng công khai chỉ trích cựu tổng thống Mỹ George W. Bush, một lần gọi chính phủ của ông là "một chế độ tự phục vụ sự lừa dối, đạo đức giả và hiếu chiến."

## Phim mục
| Năm  | Phim                                    | Vai diễn               | Ghi chú                                                                             |
| ---- | --------------------------------------- | ---------------------- | ----------------------------------------------------------------------------------- |
| 1976 | King Kong                               | Dwan                   | Giải Quả cầu vàng                                                                   |
| 1979 | All That Jazz                           | Angelique              |                                                                                     |
| 1980 | How to Beat the High Co$t of Living     | Louise                 |                                                                                     |
| 1981 | Notre Dame of the Cross                 | không ghi tên          | Phim tài liệu                                                                       |
| 1981 | The Postman Always Rings Twice          | Cora Papadakis         |                                                                                     |
| 1981 | The Best Little Girl in the World       |                        | phim TV                                                                             |
| 1982 | Tootsie                                 | Julie Nichols          | Giải Oscar cho nữ diễn viên phụ xuất sắc nhất Giải Quả cầu vàng; Đề cử - Giải BAFTA |
| 1982 | Frances                                 | Frances Farmer         | Đề cử - Giải Oscar cho nữ diễn viên chính xuất sắc nhất; Đề cử - Giải Quả cầu vàng  |
| 1984 | Country                                 | Jewell Ivy             | Đề cử - Giải Oscar cho nữ diễn viên xuất sắc nhất; Đề cử - Giải Quả cầu vàng        |
| 1985 | Sweet Dreams                            | Patsy Cline            | Đề cử - Giải Oscar cho nữ diễn viên chính xuất sắc nhất                             |
| 1985 | Cat on a Hot Tin Roof                   | Maggie                 | Phim TV                                                                             |
| 1986 | Crimes of the Heart                     | Margaret 'Meg' Magrath |                                                                                     |
| 1988 | Far North                               | Kate                   |                                                                                     |
| 1988 | Everybody's All-American                | Babs Rogers Grey       |                                                                                     |
| 1989 | Music Box                               | Ann Talbot             | Đề cử- Giải Oscar cho nữ diễn viên chính xuất sắc nhất; Đề cử - Giải Quả cầu vàng   |
| 1990 | Men Don't Leave                         | Beth Macauley          |                                                                                     |
| 1991 | Cape Fear                               | Leigh Bowden           |                                                                                     |
| 1992 | O Pioneers!                             | Alexandra Bergson      | Đề cử - Giải Quả cầu vàng                                                           |
| 1992 | Night and the City                      | Helen Nasseros         |                                                                                     |
| 1994 | A Century of Cinema                     | Herself                | Phim tài liệu                                                                       |
| 1994 | Blue Sky                                | Carly Marshall         | Giải Oscar cho nữ diễn viên chính xuất sắc nhất; Giải Quả cầu vàng                  |
| 1995 | Losing Isaiah                           | Margaret Lewin         |                                                                                     |
| 1995 | Rob Roy                                 | Mary MacGregor         |                                                                                     |
| 1995 | A Streetcar Named Desire                | Blanche DuBois         | Giải Quả cầu vàng; Đề cử - Giải Emmy                                                |
| 1997 | A Thousand Acres (phim)                 | Ginny Cook Smith       | Đề cử - Giải Quả cầu vàng                                                           |
| 1997 | Off the Menu: The Last Days of Chasen's | vai chính mình         | không ghi tên; Phim tài liệu                                                        |
| 1998 | Hush                                    | Martha Baring          |                                                                                     |
| 1998 | Cousin Bette                            | Cousin Bette           |                                                                                     |
| 1999 | Titus                                   | Tamora                 |                                                                                     |
| 2001 | Prozac Nation                           | Mrs. Wurtzel           |                                                                                     |
| 2003 | XXI Century                             |                        | Phim tài liệu                                                                       |
| 2003 | Masked and Anonymous                    | Nina Veronica          |                                                                                     |
| 2003 | Big Fish                                | Older Sandra Bloom     |                                                                                     |
| 2003 | Normal                                  | Irma Applewood         | Đề cử - Giải Emmy; Đề cử - Giải Quả cầu vàng                                        |
| 2004 | Peace by Peace: Women on the Frontlines | Người thuật chuyện     | Phim tài liệu                                                                       |
| 2005 | The Needs of Kim Stanley                |                        | Phim tài liệu                                                                       |
| 2005 | Broken Flowers                          | Carmen                 |                                                                                     |
| 2005 | Don't Come Knocking                     | Doreen                 |                                                                                     |
| 2005 | Neverwas                                | Katherine Pierson      |                                                                                     |
| 2006 | Bonneville                              | Arvilla                |                                                                                     |
| 2007 | Sybil                                   | Dr. Cornelia Wilbur    | Phim TV                                                                             |
| 2009 | Grey Gardens                            | "Big Edie"             |                                                                                     |